# Атлетски рекорди Словеније на отвореном за жене
Ово је списак атлетских рекорда Словеније на отвореном за жене у свим дисциплинама, које воде Међународна асоцијација атлетских федерација ИААФ, Европска атлетска асоцијација ЕАА и Атлетски савез Словеније АЗС. Приказано је стање рекорда на дан 26. јул 2017.
| Дисциплина       | Резултат | Име                                                                  | Датум               | Такмичење                | Место, Држава                | Белешка                                   |
| ---------------- | --- | -------------------------------------------------------------------- | ------------------- | ------------------------ | ---------------------------- | ----------------------------------------- |
| 100 м            | 11,09 (+2,0)                                                                                                | Марлен Оти — 60                                                      | 3. август 2004.     |                          | Лијеж, Белгија               |                                           |
| 200 м            | 22,72 (+1,4)                                                                                                | Марлен Оти — 60                                                      | 23. август 2004.    | ЛОИ                      | Атина, Грчка                 |                                           |
| 300 м            | 37,48 | Аленка Бикар — 74                                                    | 12. мај 2001.       |                          | Нова Горица Словенија        |                                           |
| 400 м            | 51,22 | Анита Хорват — 96                                                    | 20. јул 2018.       | ДЛ                       | Монако, Монако               | [ 1 ]                                     |
| 600 м            | 1:25,84 | Бригита Лангерхолц — 76                                              | 3. јун 2007.        |                          | Љубљана, Словенија           |                                           |
| 800 м            | 1:55,19 | Јоланда Чеплак — 76                                                  | 20. јул 2002        | митинг                   | Heusden-Zolder, Белгија      |                                           |
| 1.000 м          | 2:33,66 | Јоланда Чеплак — 76                                                  | 28. август 2002.    |                          | Роверето, Италија            |                                           |
| 1.500 м          | 4:02,13 | Соња Роман — 79                                                      | 10. јул 2009.       | Голден гала              | Рим, Италија                 |                                           |
| миља             | 4:29,58 | Јоланда Чеплак — 76                                                  | 13. септембар 2006. |                          | Цеље, Словенија              |                                           |
| 2.000 м          | 5:55,42 | Соња Роман — 79                                                      | 3. јул 2008.        |                          | Марибор, Словенија           |                                           |
| 3.000 м          | 8:50,71 | Јелена Јаворник — 66                                                 | 8. јул 2000.        |                          | Бидгошч, Пољска              |                                           |
| 5.000            | 15:15,40 | Јелена Јаворник — 66                                                 | 7. август 1999.     |                          | Hechtel-Eksel, Белгија       |                                           |
| 10.000 м         | 31:06,63 | Јелена Јаворник — 66                                                 | 27. август 2004.    | ЛОИ                      | Атина, Грчка                 |                                           |
| 10 км            | 32:30 | Јелена Јаворник — 66                                                 | 7. август 1999.     |                          | Њујорк, САД                  | Архивирано на веб-сајту (29. мај 2013)    |
| Трка на 1 сат*   | 17.070 м | Јелена Јаворник — 66                                                 | 19. јун 2006.       |                          | Марибор, Словенија           |                                           |
| 20.000 *         | 1:10,30,4                                                                                                   | Јелена Јаворник — 66                                                 | 19. јун 2006.       |                          | Марибор, Словенија           |                                           |
| Полумаратон      | 1:09,22 | Јелена Јаворник — 66                                                 | 26. септембар 2004. |                          | Ремиш, Луксембург            |                                           |
| 25.000           | 1:28:22,60                                                                                                  | Јелена Јаворник — 66                                                 | 19. јун 2006.       |                          | Марибор, Словенија           |                                           |
| Маратон          | 2:27:33 | Јелена Јаворник — 66                                                 | 17. октобар 2014    | Амстердамски маратон     | Амстердам Холандија          |                                           |
| 100 м препоне    | 12,59 (+0,2)                                                                                                | Бригита Буковец — 70                                                 | 31. јул 1997.       | ЛОИ                      | Атланта, САД                 |                                           |
| 400 м препоне    | 55,96 | Агата Зугин — 98                                                     | 23. јул. 2017.      | ЕП У-20                  | Гросето, Италија             | [ 3 ]                                     |
| 2.000 м препреке | 6:27,27 | Маруша Мишмаш — 94                                                   | 18. септембар 2015. |                          | Ново Место, Словенија        |                                           |
| 3.000 м препреке | 9:35,10 | Маруша Мишмаш — 94                                                   | 9. мај 2015.        | Меморијал Томаша Бабјака | Братислава, Словачка         | [ 4 ]                                     |
| Скок увис        | 2,0о | Брита Билач — 68                                                     | 14. август 1994.    |                          | Хелсинки, Финска             |                                           |
| Скок мотком      | 4,61 | Тина Шутај —                                                         | 14. мај 2011.       |                          | Атина, САД                   |                                           |
| Скок удаљ        | 6,78 (+1,8)                                                                                                 | Нина Коларич — 86                                                    | 29. јун 2008.       |                          | Птуј, Словенија              |                                           |
| Троскок          | 15,03 (+1,1)                                                                                                | Марија Шестак — 79                                                   | 17. август 2008.    | ЛОИ                      | Пекинг, Кина                 |                                           |
| Бацање кугле     | 18,10 | Наташа Ерјавец — 68                                                  | 14. мај 1994.       |                          | Нова Горица, Словенија       |                                           |
| Бацање диска     | 60,11 | Вероника Домјан — 96                                                 | 6. јул 2016.        | ЕП                       | Амстердам, Холандија         | [ 5 ]                                     |
| Бацање кладива   | 67,06 | Барбара Шпилер — 92                                                  | 23. јул 2011        | ЕПЈ                      | Талин Естонија               | Архивирано на веб-сајту (29. август 2012) |
| Бацање копља     | 67,16 | Мартина Ратеј — 81                                                   | 14. мај 2010.       | Дијамантска лига         | Доха, Катар                  |                                           |
| Седмобој         | 7.007 | Десанка Чаласан — 70                                                 | 29-30. мај 1999.    |                          | Марибор, Словенија           |                                           |
| Седмобој         | 14,02 (100 м препоне), 1,77 (вис), 12,50 (кугла), 24,80 (200 м), 5,45 (даљ), 46,91 (копље), 2:29,74 (800 м) |                                                                      |                     |                          |                              |                                           |
| 10 км ходање     | 1:02:34,84                                                                                                  | Тања Гргић — 70                                                      | 15. јун 1991        |                          | Љубљана, СФРЈ                |                                           |
| 4 х 100 м        | 43,91 | Аленка Бикар — 74 Кристина Жумер — 80 Маја Носе — 82 Марлен Оти — 60 | 25. јун 2003.       |                          | , Италија                    |                                           |
| 4 х 200 м        | 1:43,3 | Н. Хорват — 68 И. Бравц — 66 Андреја Бачник — 67 З. Вајгартнер — 67  | 21. април 1984.     | Марибор, СФРЈ            |                              |                                           |
| 4 х 400 м        | 3:32,50 | А. Пуц — 88 Јоланда Чеплак — 76 С. Вејт — Бригита Лангерхолц — 76    | 24. јун 2007.       |                          | Милано, Италија              |                                           |
| 4 x 800 м        | 9:02,96 | М. Хојс — 82 Марјана Зајфрид — 71 Н. Крашовец — 88 Соња Роман — 79   | 11. мај 2003.       |                          | Словенска Бистрица Словенија |                                           |

- = пролаз у дужој трци